# Томаринка
Томаринка — река на острове Сахалин.
Протекает по территории Томаринского района Сахалинской области России.
Длина реки 41 км. Площадь водосборного бассейна 221 км². Берёт начало южнее горы Тамара Южно-Камышового хребта. Общее направление течения с юго-востока на северо-запад. Впадает в Татарский пролив. В устье находится город Томари.
Крупный приток — Запорожская.

## Данные водного реестра
По данным государственного водного реестра России относится к Амурскому бассейновому округу.
Код объекта в государственном водном реестре — 20050000212118300007356.